# Terme romane di Albenga
Le terme romane di Albenga sono un complesso di bagni (terme) dell'antica Roma nel letto del fiume Centa ad Albenga.
Nell'alveo del fiume Centa sono presenti diverse rovine antiche, era il suburbio della antica Albingaunum e la zona fuori le mura della città medievale. La valenza archeologica dell'area era già nota, difatti in alcuni scavi realizzati per proteggere la Città dalle piene del Centa sono emersi resti, come quello di una statua virile. Nel corso degli scavi per l'allargamento dell'alveo nel 2001 è emerso il complesso paleocristiano con la chiesa medievale di San Clemente, sorto sulle antiche rovine delle terme romane. C'erano altresì delle canalette di deflusso e dei laterizi appartenenti a un suspensurae che però non denunciavano la scoperta delle terme. Invece durante i lavori di nuova arginatura venne alla luce un'estesa area termale di circa 2000 mq, di cui una parte sotto moderni edifici, lungo un asse est-ovest di circa 60 m, parallelo al fiume, su cui si allineano una piscina all'aperto (natatio) e i vani destinati alle abluzioni, secondo la tipica sequenza che prevedeva il passaggio dagli ambienti freddi a quelli gradualmente riscaldati.
Nelle Città romane principali esistevano le terme. Ad Albenga se ne sapeva la conoscenza da un'epigrafe su marmo ma non si conosceva la posizione. Nell'antichità era luogo dove si dedicava all'igiene del corpo, ma anche al riposo e allo svago, chiamato in latino balneum sorgeva vicino al porto, difatti durante gli scavi sono emerse importanti strutture in calcestruzzo assimilabili a strutture portuali, nell'attuale quartiere di Vadino che deriva da vadum cioè guado. 
Il piano di calpestio delle terme si trova sul letto del Centa, che è a 6 metri sotto il livello di calpestio della città, che indica la profondità della città romana.

## Storia
L'edificio termale è stato realizzato in più fasi, dalla datazione delle tecniche costruttive e dai materiali utilizzati si può classificare la fase edificatoria tra la fine del I secolo d.C. e gli inizi del III secolo. Si è a conoscenza di un'epigrafe dispersa nel XVI secolo utilizzata nelle murature della vicina San Calocero, tale epigrafe narrava che un balneum pubblico iniziato alla fine del II secolo d.C. dal proconsole della provincia d'Africa, M. Valerio Bradua Maurico, fu portato a termine da Q. Virio Egnazio durante il regno di Caracalla agli inizi del III secolo quando ricopriva importanti cariche pubbliche a Roma. Dopo gli scavi il fiume Centa ruppe una parte della pavimentazione mettendo in luce una struttura appoggiata su pali, uno di questi è stato tagliato e analizzato dimostrando che è stato tagliato intorno al 70 d.C. il che rende lineare l'ipotesi della datazione precedente.
Nel 2001 vennero alla luce durante gli scavi per l'allargamento dell'argine del Centa. Vittorio Sgarbi durante la visita in qualità di sottosegretario dei beni culturali propose di realizzare un intervento che andasse a rendere fruibile lo scavo e conservarlo per le visite, ma non se ne fece niente perché non garantiva la sicurezza del fiume.
Un'altra epigrafe del II secolo d.C. parla di opere di derivazione delle acque del Centa, probabilmente la conferma che era utilizzata la sua acqua per approvvigionare le terme.
Nel 2021 la Soprintendenza archeologica di Genova, nella figura della dott.ssa Marta Conventi, avvia la campagna di scavi nella seconda parte delle terme, solo indagata nel 2001. Qua è emersa la sagoma della piscina romana con 9 tombe presenti al suo interno ed è stata ritrovata un'epigrafe del V secolo di un certo Leoninus; questo è un ritrovamento importante perché ci dice che la città nel V secolo rimane ricca, con persone capaci di acquistare il marmo e con maestranze capaci di lavorarlo, a differenza di quanto avviene in molte realtà che dopo la caduta dell'Impero Romano si vanno a disgregare. Viene ritrovata anche una mano di una statua.

## Descrizione
Fuori dalle mura cittadine si accedeva al lato settentrionale delle terme, questo perché il Centa passava a nord del centro storico e non a sud come ora, era probabilmente presente un corso d'acqua del delta. L'ingresso era una scalinata larga 30 m con 4 gradini sopra la quale c'era forse un porticato, che immetteva in una grande area con il pavimento in battuto di malta, usato come palestra per gli esercizi fisici prima di fare il bagno, com'era uso dei romani. Qui è stato rinvenuto un edificio con tre vani di cui non si ha certezza dell'uso, probabilmente usato in parte come spogliatoio; l'esiguità delle murature rinvenute non permette di dare la certezza se il presunto apodyterium (cioè il vestibolo principale per l'ingresso e l'uscita nei bagni pubblici, costituito da un ampio spogliatoio con cabine, scaffali o nicchie dove i cittadini riponevano i vestiti e altri oggetti personali) ed il vano d'accesso al frigidarium comunicassero. I tre vani comunicavano comunque con gli ambienti retrostanti, di servizio, ubicati in un'area ancora in gran parte inesplorata adiacente al calidarium. Uno di questi ambiente, dalla pianta stretta e allungata con il pavimento in battuto di malta, era accessibile dall'atrio dell'apodyterium. Questi vani avevano una pavimentazione in tegole smarginate, come quelle usate negli ipocatusti, che non erano utilizzate per gli ambienti riscaldati. Ad est della scalinata è presente muro scandito da lesene che è all'interno dell'alveo anche se non più distinguibile perché coperto è rovinato, questo delimitava un'area rettangolare in terra, un cortile, usato forse come giardino o palestra, dove su un basamento in pietra sarebbe stata collocata una statua virile rinvenuta nel 1910 e che oggi trova sede nella Sala dei Consoli del Palazzo del Comune 

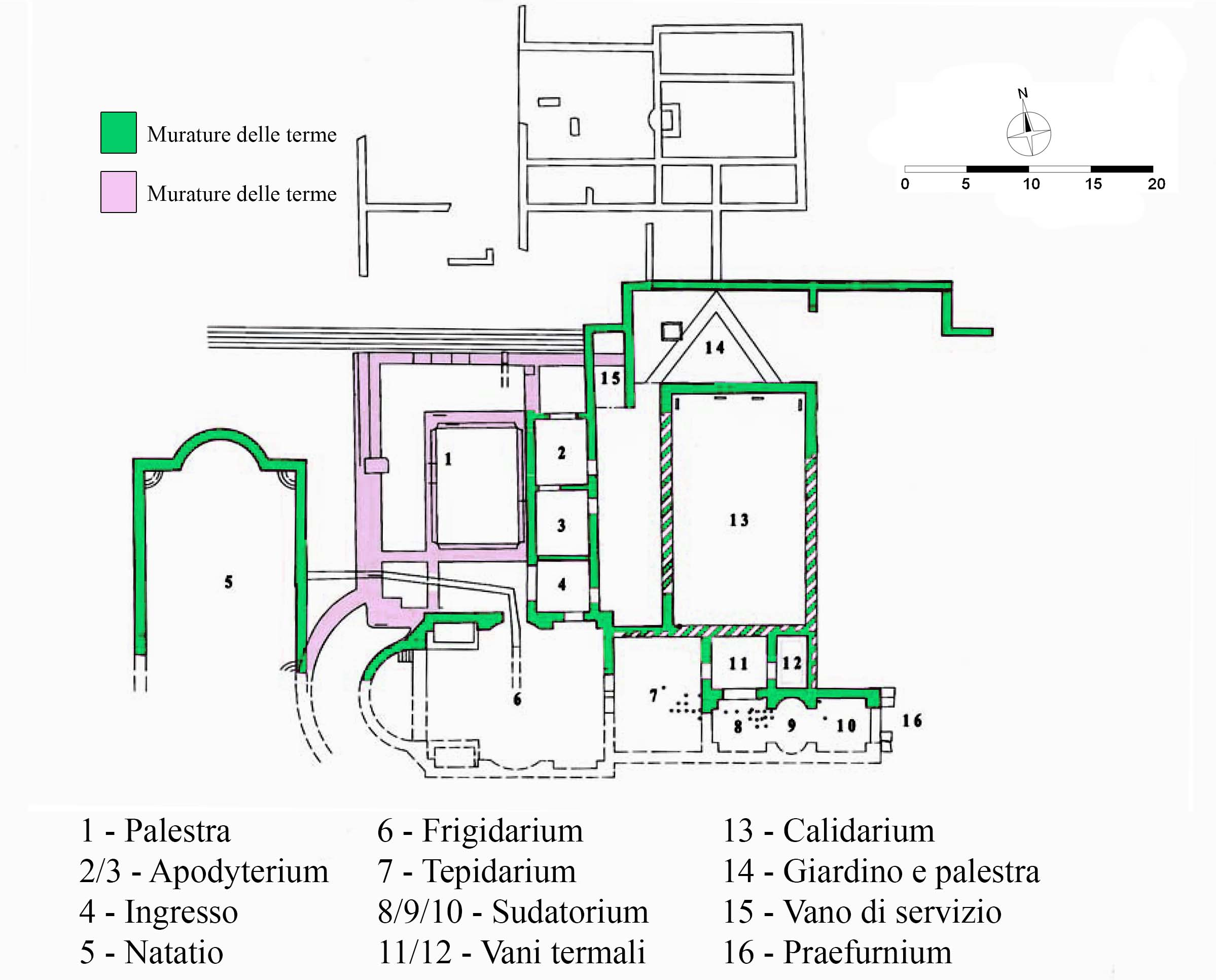
Pianta delle terme romane di Albenga

La grande piscina, cioè la natatio era larga 12 metri, impermeabilizzata tramite la tecnica del cocciopesto, con pianta rettangolare e un'abside sull'unico lato breve posto in luce e gradini regolari a quarto di cerchio negli angoli. Un canale di deflusso aperto sul lato est ne consentiva lo svuotamento. Il frigidarium, destinato ai bagni freddi, è riconoscibile per la contiguità con la natatio e per l'assenza di ipocausti, di forma rettangolare era di 14 per 10 metri di dimensioni, con un'abside sul lato corto a ovest, in cui all'interno era presente una vasca munita internamente da quattro scalini. Una vasca più piccola e meno profonda era su ciascuno dei lati lunghi, movimentati da absidi. Le pareti e il pavimento erano rinvestite originariamente con lastre rettangolari di marmo bianco e verde, spogliate dopo l'abbandono dell'edificio; tale scoperta è stata possibile per i pochi frammenti rinvenuti durante gli scavi e per le impronte lasciate sul cocciopesto del pavimento, dove ci sono ancora tasselli in marmo di scarto, usato per posizionare correttamente le lastre. Sulle pareti della grande vasca absidale si conservano delle grappe in bronzo utilizzate per bloccare le incrostazioni marmoree. Al di sotto del pavimento era presente una canalizzazione voltata con convogliava all'esterno l'acqua di scarico delle vasche e della vicina natatio. Dal frigidarium, per mezzo di un ingresso aperto sul vano rettangolare interpretato come tepidarium per la presenza di ipocausti e per la posizione intermedia tra il frigidarium e gli altri vani riscaldati. Dal tepidarium un tempo pavimentato con lastre in marmo bianco, si passava ad ambienti più piccoli. Uno di questi, per la sua pianta circolare e per l'ubicazione tra il tepidarium e il calidarium, sarebbe un sudatorium, insieme con un altro vano rettangolare contiguo riscaldato direttamente da un praefurnium posto sul lato esterno dell'edificio. Un altro ambiente di modeste dimensioni (3,9 x 2,3 m) con pavimento in mosaico ha un motivo geometrico formato da quadrati bianchi fiancheggiati da rettangoli neri con quadrati bianchi più piccoli agli angoli.
Tra la natatio e il frigidarium sono emerse delle fondazioni in calcestruzzo gettato in casseforme lignee di un largo muro semicircolare parallelo all'abside del frigidarium; queste sono state realizzate per reggere un edificio più importante che probabilmente è stato iniziato ma mai finito, con una progettazione più articolata del complesso termale. Altre strutture molto simili mantengono la stessa direzione dei vani termali, dove si riconoscono una presunta palestra con la pavimentazione in battuto realizzato in tre strati sovrapposti corrispondenti alle fasi costruttive delle terme. Il frigidarium sarebbe quindi la semplificazione di un progetto precedente e più grandioso che prevedeva un'aula più allungata con una piscina anulare. Un vano rettangolare sotto la pavimentazione della palestra era forse la piscina a pianta rettangolare di 9 per 6,42 m, della quale sono stati esplorati gli angoli sud-ovest e nord-est, chiusi da gradini semicircolari simili a quelli dalla natatio.
Attraversando un vestibolo quadrato si arrivava in un grande vano rettangolare (18x10 m), il calidarium disposto trasversalmente rispetto all'asse natatio-frigidarium-tepidarium, ubicato sotto il piano della pavimentazione della chiesa di San Clemente edificata nel medioevo. Nella parte soggetta agli scavi si sono rinvenuti degli ipocausti con suspensurae formate da delle spesse lastre in arenaria appoggiate su uno spesso strato di calcestruzzo, poggiate su muretti invece che sui consueti piastrini di laterizio, così da creare veri e propri corridoi dove circolava l'aria calda. Su queste strutture probabilmente sorgeva una vasca riscaldata di grandi dimensioni, alveus. Gli ipocaustifunzionavano come corridoi dove passava l'aria calda che riscaldava le pareti della vasca riscaldando quindi l'acqua. A nord il calidarium si affacciava sul cortile retrostante con una parete movimentata esternamente da lesene in laterizio, da qui partivano due canali rivolti verso il fiume che erano visibili all'inizio del XX secolo e oggi non più che servivano per il deflusso delle acque.
L'edificio termale è costituito interamente in opera listata, con murature formate da file orizzontali di blocchetti squadrati in pietra alternate da corsi in mattoni in laterizio. In alcune zone sono presenti grossi blocchi squadrati in pietra inseriti nei paramenti murari. I laterizi sono utilizzati anche per rinforzare degli angoli, ma anche per realizzare diversi particolari costruttivi in cui è richiesta robustezza, come per le lesene che scandiscono il fianco esterno del calidario. I laterizi sono dello stesso tipo utilizzato nella Porta Palatina realizzata a Torino in età augustea.

## Chiesa di San Clemente
Sopra l'antico plesso termale romano è stata edificata una prima chiesa paleocristiana, poi abbandonata e ancora riedificata in epoca medievale e dedicata a San Clemente. La prima struttura è databile intorno al IV secolo ed era presente una vasca battesimale ottagonale al suo interno venuta alla luce assieme agli scavi fatti per le terme. E' difatti possibile immaginare che la prima comunità cristiana libera di professare la religione si fosse dotata di una chiesa in una zona non centrale della città. Sapendo che nel 451 c'era un vescovo nella Diocesi di Albenga-Imperia, Quintus, e che questi per essere vescovo doveva avere una Cattedrale riferita alla sua carica episcopale, è presumibile che tale struttura potesse essere la prima cattedrale di Albenga, che in seguito alla costruzione di quella attuale al centro della Città, venne abbandonata, per essere recuperata solo in epoca medievale. La chiesa è stata utilizzata rielaborata fino al XIII secolo dai cavalieri di Malta. Nel 1624 nel Sacro e Vago Giardinello si parla ancora di questa chiesa come una di quelle in caduta e diroccate. Viene abbandonata nei decenni successivi e poi inghiottita dal Centa.